# Söndagsseglaren
Söndagsseglaren är en svensk TV-film (kortfilmskomedi) från 1977 i regi av Lasse Åberg, som själv spelar huvudrollen. Den handlar om en man som vinner en segelbåt och ger sig ut i Stockholms skärgård. Filmen är i slapstickstil och novellfilmslängd.